# Pedro Moctezuma
Pedro (de) Moctezuma Tlacahuepan Ihualicahuaca (fl. XV secolo) è stato il figlio dell'imperatore azteco Montezuma e di Miyahuaxochtzin, figlia di Ixtlilcuecahuacatzin, regnante di Tollan.

## Biografia
I conti e poi i duchi di Moctezuma de Tultengo discendono da Montezuma attraverso Pedro Tlacahuepan ed il figlio Diego Luis Moctezuma (Ihuitl Temoc), il quale si trasferì in Spagna.
| Controllo di autorità | VIAF (EN) 200827188 · LCCN (EN) no2011171389 |